# Златогорова, Татьяна Семёновна
Татьяна (настоящее имя — Таисия) Семёновна Златогорова (1912, Петроград, Петроградская губерния, Российская империя — 1950) — советская актриса, драматург и сценаристка.

## Биография
Родилась в 1912 году в Санкт-Петербурге, в семье инфекциониста, микробиолога и эпидемиолога Семёна Ивановича Златогорова и Татьяны Руфовны Златогоровой (в девичестве Кельберг, 1880—1951). 
В 1927 году поступила на актёрское отделение Одесского кинотехникума, который окончила в 1928 году, после чего в 1930 году поступила в 1-й Ленинградский медицинский институт, который окончила в 1935 году. Написала ряд сценариев к кинофильмам.
Была замужем за писателем Израилем Моисеевичем Меттером, затем жила со сценаристом Алексеем Яковлевичем Каплером (оба были репрессированы). 
Была репрессирована и отправлена в тюрьму, где не выдержав издевательств, покончила с собой в 1950 году. Её отец также ранее был репрессирован и скончался в заключении 17 марта 1931 года. Её мать не выдержав горя, пережила свою дочь всего на год.

## Фильмография

### Актриса
- 1930 — Право на женщину

### Сценаристка
- 1931 — Шахта 12-29
- 1935 — Три товарища
- 1939 — Ленин в 1918 году